# Mitoyo, Kagawa
Mitoyo (japanska: 三豊市?, Mitoyo-shi) är en stad i Kagawa prefektur i Japan. Staden skapades 2006 genom en sammanslagning av kommunerna Mino, Nio, Saita, Takase, Takuma, Toyonaka och Yamamoto.